# Reka (rijeka)
Reka je najveća slovenska rijeka ponornica. Izvire na nadmorskoj visini od 720 m, na južnome obronku Slovenskog Snežnika u Hrvatskoj, kao potok Vela Voda, nedaleko od Klane. Teče kroz slovensku regiju Primorsku do Škocjana, gdje ponire u Mohorčičevu jamu u Škocjanskim jamama. Podzemni joj je tok dug 33 km (vidljiv je u Kačnoj jami) te ponovno izlazi na površinu kao izvor rijeke Timave blizu grada Duina (Devin) u tršćanskoj regiji u Italiji. 
Površinski tok Reke je 54 km, porječje je površine 365 km².